# ユニコーンオーバーロード
『ユニコーンオーバーロード』（Unicorn Overlord）は、ヴァニラウェアによって開発され、アトラスより2024年3月8日にNintendo Switch、PlayStation 4、PlayStation 5、Xbox Series X/Sで発売されたゲームソフト。音楽はベイシスケイプが担当している。

## 概要
架空のファンタジー世界「フェブリス大陸」を舞台に、亡国の王子アレインが圧政を敷く新生ゼノイラ帝国から世界を解放する戦いを描くシミュレーションRPGである。
体験版は2024年2月22日にNintendo Switch、翌2024年2月23日に他3機種で配信が開始された。冒頭5時間もしくはメインクエスト「司祭の行方」クリアまでをプレイでき、製品版を購入するとその続きから開始できる。

## ゲームシステム
ジャンルはリアルタイムストラテジーシミュレーションRPGである。ステージ（戦場）では敵・味方ユニットがリアルタイムで行動し（操作中は停止）、1〜5人で編成したユニットに移動や戦闘などの指示を行い、制限時間内に勝利条件を達成することで町の解放やストーリーを進めることができる。フィールド探索では主人公アレインを操作し、各地の素材採取や町の復興などを行う。ステージやクエストのクリア、街の復興を行うことで名声が上がり、名声に応じて編成人数の増加やクラスチェンジの機能が解放される。
仲間になる固有キャラクターは70名。シナリオ中で必ず仲間になるキャラクターが23名、クエストクリアや選択肢によって加入するキャラクターが39名、エンディング後限定で加入するのが8名である。選択肢を間違えなければ1周で全員が仲間になる。固有キャラクター以外に各地の砦で勲章と交換で汎用クラスの傭兵を雇用でき、彼らは親密度会話がない以外は固有キャラクターと能力値に差異はない。ただし、同時に部隊に編成し戦闘に出せるのは最大5人×10部隊の合計50名までである。キャラクターの能力値はクラス・成長タイプで変化するが、成長タイプはアイテムで変更できる。レベルの上限は50であり、名声がBになれば勲章を消費して上級職にクラスチェンジできる（加入時から上級職のキャラクターもいる）。
ステージでは蓄積したブレイブを消費することで、ユニットの出撃やブレイブスキルの使用を行う。敵軍のユニットと接触すると戦闘が行われ、行動速度の高いキャラクターから順にAPを必要とするアクティブスキルを発動し、どちらかが全滅するか双方がAPを使い切ると戦闘終了する。アクティブスキルや条件次第で発動するパッシブスキルは発動条件や優先順位を指定でき、ユニット編成の自由度の高さと相まって、慣れは必要だが面白いと評価されている。アトラスのプロデューサー山本晃康は『カードゲームの「デッキを組むような楽しさ」を提供するシミュレーションRPG』になったと述べている。

## 登場人物

### 主要人物
アレイン
声 - 浦和希
兵種 - ロード→ハイロード
本作の主人公。17歳。コルニア王国の王太子。10年前のガレリウス（ヴァルモア）が起こした反乱により、母親のイレニアの命を受けたジョセフの手で逃がされ、アルビオン教国領のパレヴィア島へと落ち延びた。コルニア解放軍立ち上げの際はその指揮官となり、祖国を取り戻し新生ゼノイラ帝国を打倒するため、大陸各地を巡って仲間達を集めていく。ほとんどの仲間キャラクターより年下であるため、意図的に振る舞いや言葉遣いを堂々とすることで威厳を示すよう努力している。
スカーレット
声 - 直田姫奈
兵種 - プリーステス→ハイプリーステス
本作のヒロイン。アレインの幼馴染の一人。パレヴィア正教の司祭としてアレインや仲間達を支える。後にルノーの手で攫われてしまい、コルニアの聖所でガレリウスの儀式に利用されるも、解放軍によって無事救出される。実はアルビオン教国の教皇の娘であるが、それを知っているのはアレインなど一部の人物のみで、公にはなっていない。

### コルニア解放軍
レックス
声 - 入野自由
兵種 - ファイター→ヴァンガード
アレインの幼馴染の一人。パレヴィア島の出身で、アレインと共に剣技を磨いてきた。ゼノイラ軍の襲撃に伴い、島を出て解放軍の一員となる。赤い髪が特徴的で、明るくよく笑い、アレインを含め大抵の人たちに対してタメ口で話す。特に料理が得意なクロエが当番の時、つまみ食いに現れる。高いところが好きで、各所で塔に登ってアイテムを拾ってくる。
ジョセフ
声 - 山路和弘
兵種 - パラディン
コルニアの聖騎士。10年前に幼いアレインを連れてパレヴィア島へ逃げ延びた。以後は親代わりのようにアレインを育て、解放軍立ち上げに尽力する。コルニア王家に対する忠誠心が強く、アレインだけでなくヴァージニアに対しても忠義を尽くしている。
クロエ
声 - 東山奈央
兵種 - ソルジャー→サージェント
ジョセフの弟子で、彼の友人の娘。槍術を学んでおり、料理が得意。アレインやレックスとも親しい仲。エルヘイムではリディエルと仲を深める。姉が二人いるが、その中で最も男まさりで、槍を抱いて寝ていたほどだった。大陸各所の遺跡でコルヌの聖灰 (光灰) を集める担当。リディエルと同じ16歳で、数少ないアレインより年下の仲間である。
ホドリック
声 - 三宅健太
兵種 - ホプリタイ→カタフラクト
女王イレニアの近衛騎士。10年前に王都での戦いに敗れ、支配の術を受けてゼノイラの兵となっていたが、アレインの指輪で術が解かれ、解放軍に参加する。恰幅がよく、額には大きな傷跡がある。重装兵のイメージが強いが、コルニアの名家デュポン家の出身で、槍術に関する造詣も深い。
クライブ
声 - 江口拓也
兵種 - ナイト→グレートナイト
コルニア騎士団の騎士で、アデルやベレニスとは旧知。ジョセフらと解放軍の立ち上げに尽力する。ノルトハイム家のモニカとは元許嫁の関係にあった。アレインたちと出会った時には立派に騎士然としているが、過去にはゼノイラに親や妹を殺害されており、その直後は酒と喧嘩に溺れていた。偶然ジョセフと出会って喧嘩をふっかけた際には壁までぶっ飛ばされたという。
トラヴィス
声 - 山下大輝
兵種 - シーフ→ローグ
解放軍の密偵。ドラケンガルドの出身で、元は姉のベレンガリアが立ち上げた三角獣傭兵団の一員だったが、姉からの解散宣言を受けて団を抜けた。解放軍随一の読書家でもあり、戦前は家に大量の蔵書があったらしい。普段はクールに振る舞っているが、姉が関与するトラブルや、アレインから契約の儀式に呼ばれた時にはかなり動揺する。
オーバン
声 - 木島隆一
兵種 - ハスカール→ヴァイキング
砂蠍傭兵団の団長。当初はゼノイラ側に雇われ、アレイン達との戦闘の末に敗北するが、仲間のために囮となった彼をアレインが解放軍に勧誘する。ドラケンガルドの砂漠地方の出身で、マゼランやその妹のリーザとは家族同然の仲。夢は自分の船で世界中を見て回ること。
ロルフ
声 - 武内駿輔
兵種 - ハンター→スナイパー
元々は猟師で、コルニアで義勇兵として戦っていた弓兵。黒爪盗賊団の悪行に怒り、一人奮闘していた所でアレインに出会い、解放軍の一員となる。優柔不断な性格で、夕食の献立を決めるのを翌日まで伸ばそうとする。濃い褐色の肌に赤い瞳が特徴的。寡黙であるが故に、おしゃべりな (一人でずっと話している) オーシュとは相性がいいと感じている。
ブルーノ
声 - 伊丸岡篤
兵種 - グラディエーター→バーサーカー
元三角獣傭兵団の団長。ベレンガリア脱退後に団長となるも、支配の術を受けてゼノイラの兵となる。後に指輪で術を解かれ、解放軍に入る。屈強な外見だが、怪我をした子猫を解放したり、狼に襲われていたヤギを身を挺して助けるなどの一面もある。同じ傭兵団出身のトラヴィスとは仲が良いが、読書は嫌い。
オクリース
声 - 長谷川育美
兵種 - フェザーソード
パレヴィア正教の天使の一人。シャロンとは親しい関係。コルニアでアレインと出会い、後に一定数の天のかけらを渡すと解放軍に入隊する。シャロンと教会を襲ったマンドランに対しては強い敵意を抱いており、解放軍加入後も隙があれば殺害しようとしている。ラテン語で「目 (oculus)」。
シャロン
声 - 真野あゆみ
兵種 - クレリック→ビショップ
パレヴィア正教の司祭の女性。白い髪と垂れ目が特徴的。教会をマンドラン率いる黒爪盗賊団に襲われ人質となっていた。後にアレイン達に救われ、解放軍参加を希望する。穏やかで優しい性格と、思いやりのある言葉遣いから、特に男性メンバーからの人気が高い。
ヤーナ
声 - 悠木碧
兵種 - ウィッチ→ソーサレス
魔女の里の魔女。里がゼノイラ軍に襲われ、アレイン達に助力を願う。昔はコルニアの宮廷魔術師を務めており、ホドリックやジョセフとは旧知。ゼノイラから里長であることを悟られないよう、若返りの秘術を使って現在の姿になる。魔女アルチーナの弟子。代々、魔女の里の里長のみがコルニアとエルヘイムを結ぶ迷いの森の抜け方を受け継いでいる。
モルドン
声 - 宇垣秀成
兵種 - ウォーリア→ブレイカー
鉄兜傭兵団の団長。城塞都市バールバチモを占拠している。石工であり、橋の修復も得意。解放軍との戦いの末に、処刑せず勧誘すると仲間になる。酒豪で、相手が酒を隠し持っていることが匂いでわかる。同じウォーリアのキトラに橋の修復を教えるなど、師弟関係のようになる。
ベレニス
声 - 佐藤みゆ希
兵種 -マーセナリー→ランツクネヒト
コルニアの地方領主に雇われている傭兵。アレインに模擬戦を申し込み、解放軍への入隊を希望する。かつてはクライブと同じ騎士団にいたが、コルニア貴族のゲイリーが起こした騒動に介入し、彼を庇ったことで騎士としての身分を剥奪される。好戦的で手合わせを好む。また、騎士団にいた際から馬には乗らず、歩兵として剣での戦闘を得意とする。
オーシュ
声 - 永塚拓馬
兵種 - ウィザード→ウォーロック
ゼノイラ軍の若き魔術師。優秀な兄に対するコンプレックスが強く、母親から褒められることに固執している。遭遇時はゼノイラ軍として遺跡の発掘調査を行っているが、戦いの末に、処刑せず勧誘すると仲間になる。マップ上にはオーシュが加入していないとアイテムが入手できない古代ゼノイラの遺跡などが存在する。メリザンドとの会話から、顔は整っていることがわかるが、家族関係がばれてしまうため本人にとっては「好きだけど嫌い」な顔。
アデル
声 - 岡本信彦
兵種 - ナイト→グレートナイト
コルニア灰青騎士団の騎士。クライブやベレニスとは旧知。ゼノイラ軍のガストンに占領された騎士団領奪還を望んでおり、それが成功すると解放軍の一員となる。酒飲みで、酔って失言することもしばしば。女性から人気があるものの、本人は苦手で話しかけられるとおどおどしてしまう。普段から少し口角が上がっている。
ニーナ
声 - 本渡楓
兵種 - ウォーリア→ブレイカー
盗賊団「岩鼠団」の一員の少女で、ポニーテールが特徴的。妹が一人いる。コルニア地方領主の娘だが、騎士になれず盗賊団に入る (本人の能力は騎士になるのに十分であったが、黒い噂から遠ざけるためにあえて父が落第させていた)。解放軍との戦闘の末、入隊を希望する。手先が不器用で料理もまともにできないが、絵が上手いという特技がある。
セルヴィ
声 - 本泉莉奈
兵種 - シャーマン→ドルイド
呪術師の女性。大陸各地に存在する古代魔方陣の研究をしており、アレイン達と出会ったことで研究のための協力関係を築き、解放軍へと入る。集中すると周囲や自分の状況が認識できなくなり、空腹で動けなくなるまで研究を続ける。
フラウ
声 - 洲崎綾
兵種 - グリフォンナイト→グリフォンルーラー
薔薇騎士団の女性騎士。同僚のミリアムやキトラとは親しく、ヴァージニアとも旧知。視力が良く、グリフォンに騎乗して空中からの偵察を任されている。心配性な一面があり、何度も持ち物を確認したり寝付けなくなったりするが、このような性格はヴァージニアとの支援会話以外では基本的に見られない。むしろ、解放軍勝利後は貴族に戻れると思っているなど楽観的な面もある。同じグリフォンナイトのセレストや同クラスのモブキャラが全員巨乳であるのに対し、フラウだけはスレンダーな体型として描かれている。このような差別化はフラウとリアのみ。他の兵種と異なり地上を歩いている際は武器が描画されず、また、グリフォンに乗る手前かなりの軽装であるため、フラウまたはセレストと契約した状態でガレリウスとの決着に挑むと、手ぶらで来たように見えてしまう。
ミリアム
声 - 高田憂希
兵種 - ホワイトナイト→セイントナイト
薔薇騎士団の女性騎士。真面目な性格であり、クライブ達と解放軍立ち上げの支援を行う。金髪で、甲冑の頭部からポニーテールが突き出している。10年前はフラウやキトラと共に従騎士だった。フラウからは姉のように頼もしいと言われる一方、キトラからはマナーにうるさい母親のようだと揶揄される。解放軍の中で他の者よりも武勲を上げるよう父親から言われており、周囲からの評価を気にしている。
キトラ
声 - 鈴代紗弓
兵種 - ウォーリア→ブレイカー
薔薇騎士団の女性騎士。偵察任務で一度ゼノイラ側に捕まってしまうも、フラウに助けられる。ツインテールと太い眉が特徴的。大雑把な性格で、他人の武器を持ち出したり、アレインやヴァージニアに対してもタメ口で話したりする。アレインのことはクロエ同様「王子」と呼ぶ。他者と揉めると口よりも先に手が出るタイプで、結果的に傭兵たちから「狂犬」というあだ名がつけられる。一方、手先は器用で、頼まれてアクセサリーを作ったり、モルドンと同様、橋の修復ができたりする。
メリザンド
声 - ファイルーズあい
兵種 - ソードマン→ソードマスター
コルニアの名家「メイエ家」当主。アレインと出会った際、彼に一目惚れする。解放軍との戦いの末に、処刑せず勧誘すると仲間になる。人を見抜く目に優れており、正体を隠すアラミスを「王子のよう」と言い、彼に冷や汗をかかせるほど。彼女との支援会話から、アレインとアラミス以外にはアデル、オーシュ、サナティオの容姿が整っていることがわかる。
コーム
声 - 浜田賢二
兵種 - ファイター→ヴァンガード
メイエ家の家臣で、メリザンドの腹心として彼女を支える。メリザンドを仲間にすると彼も自動的に仲間になる。特技は紅茶を淹れることで、空いた時間には釣りをして主人のための魚を捕えるなど、趣味と仕事が一体化している。シャロンに焚き付けられて裁縫にまで手を出すなど、主人のためであれば何でもやる。
モニカ
声 - 松岡美里
兵種 - ホワイトナイト→セイントナイト
コルニアの大貴族「ノルトハイム家」の娘。祖父が解放軍を支援していたが、そのことはモニカには知らされておらず、当初は領地を守るためゼノイラ側に付き、解放軍と敵対する。金髪だがミリアムと比較すると黄色に近く、癖毛。クライブの元許嫁で、それをネタに彼をいじることもしばしば。絵が絶望的に下手。実家には猫がおり、疲れた際にはモラードの立て髪を間違えて撫でている。
タチアナ
声 - 篠原侑
兵種 - クレリック→ビショップ
コルニア地方領主のジスランに仕えていた僧侶。病医学の研究に携わり、ジスランを殺害したアレインに敵意を抱く。アレインがどのような理想に死ぬのか見届けるために、(選択肢によって) 解放軍に加入する。髪色は緑で、目の下がクマのように黒ずんでいる。アレインに対して敵意は隠さないが、人々を救いたいという強い意志を持つ。
ルノー
声 - 祐仙勇
兵種 - グレートナイト
コルニアの騎士。ホドリックと同じく、ヴァルモア反乱後は支配の術を受けゼノイラの兵と化していたが、指輪で術を解かれる。操られていたとはいえ自分の悪行を許すことができず、「ローラン」という偽名で贖罪に励むものの、自分の力だけでは世界を変えられないことを悟り、最終的に解放軍に参加する。
ヴァージニア
声 - 遠藤綾
兵種 - クルセイダー→ヴァルキュリア
アレインの従姉で、イレニアの姪。10年前にヴァルモアと共に反旗を翻したギースに命を狙われ、薔薇騎士団の手でドラケンガルドに逃がされていた。その際に当時の薔薇騎士団は全滅しており、ギースに対して強い敵意を持つ。ドラケンガルドに逃亡し、第二王子ギルベルトの庇護下に入る。アレインと再会した後、リアと共に解放軍に参加する。大の虫嫌いで、スカーレットに (事故だが) 鎧の中に虫を入れられたり、ユニフィの携帯食料 (虫が材料) を間違って食べた際には真っ青になり硬直している。
リア
声 - 加隈亜衣
兵種 - ソードマン→ソードマスター
ギルベルトの庇護下に入ったヴァージニアのお目付役を務める青髪の女性剣士。王族とも親しく、ドラケンガルドに恩義があることから、国のために活動している。忠実なようでいて率直にものを言うタイプだが、ヴァージニアからはそのような一面も気に入られている。また、三つ首の獣「ケルベロス」に憧れがある。同じソードマンのメリザンドや同クラスのモブキャラと比較して胸が一回り小さく描かれている。このような差別化はフラウとリアのみ。
プリム
声 - 白砂沙帆
兵種 - クレリック→ビショップ
パレヴィア正教の僧侶で、ゼノイラ軍の捕虜となっていたが、アラミスに救われる。戦場でアレイン達解放軍と接触し、その一員となる。大食いで、子供の頃はぽっちゃりしていた。ヒルダの妹だが、強気で堂々とした姉と比べると、お淑やかで穏やかな性格。支援会話からアラミスに好意的なことがわかるが、アレイン以外の男性に対してこのような描写があるキャラクターは希少である。髪色は赤で、癖毛で毛量が多い。
アラミス
声 - 置鮎龍太郎
兵種 - ソードマン→ソードマスター
金髪・長髪で美男子の傭兵。助けたプリムと戦場で出会って解放軍のことを知り、入隊を決める。本名は「ルートヴィヒ」で、正体はゼノイラ軍との戦闘の後、行方が分からなくなっていたドラケンガルドの第一王子(ギルベルトの兄)。正体を隠したまま各地を放浪し、人助けなどを行っていた。立ち振る舞いや剣術も変えることで上手く正体を隠していたが、リアにはすぐに見抜かれ、メリザンドからは「正体を隠した王子のよう」と言われ、ヴァージニアにも気づかれていた。
ベレンガリア
声 - 瀬戸麻沙美
兵種 - ダークマーキス(斧)
元三角獣傭兵団の団長。ゼクスヘルム家の娘で、トラヴィスの姉。古代ゼノイラの遺物である鎧を手に入れるためにゼノイラ軍に加入し、将軍の地位を得る。一度投獄され処刑されそうになっていたが、トラヴィスから教わった技術で自ら脱獄し、解放軍に合流する。後にトラヴィスを庇って支配の術を受けるが、指輪の力で術を解かれ、改めて解放軍の一員となる。
マゼラン
声 - 濱野大輝
兵種 - マーセナリー→ランツクネヒト
砂漠地方の盗賊団の首領。リーザは妹で、兄妹揃ってオーバンとも旧知。支配の術を受けていたが、指輪の力で術を解かれ、解放軍に入る。がめつい性格で、貸した金のことは忘れないが、支配の術が解かれた後は、その間に迷惑をかけた人たちを謝罪して回るなど、義理堅い一面もある。妹のことが大切で女性との関係を疎かにすることもあり、イシリオンからも呆れられている。
リーザ
声 - 夏吉ゆうこ
兵種 - シューター→シールドシューター
マゼランの妹。支配の術を受けた兄やグロスタから盗賊団の仲間を守っていた。解放軍と出会い、兄も術から解放されていたことで仲間となる。髪型はおさげを両側で輪っかにしている。遺跡で拾ったものを市場で売るなど商人としての一面を持つ。オーバンに対して憧れを抱いていたが、彼が彼女を置いて砂漠を出ていったことに憤っている。
グロスタ
声 - 中島ヨシキ
兵種 - ブラックナイト→ドゥームナイト
ドラケンガルドの近衛騎士。砂漠の民と中心地との間を取り持っていた。彼も支配の術によって以前と変わってしまっていたが、アラミスが解放軍にいる場合のみ、仲間となる。マゼラン同様、支配されていた間に迷惑をかけた人たちに謝罪して回るなど、義理堅い人物である。
ヒルダ
声 - Lynn
兵種 - ワイバーンナイト→ワイバーンルーラー
竜騎士の女性。プリムの姉。ゼノイラ軍に仕官後、疫病の広がる町でその地を統治してきた。プリムが解放軍にいる場合のみ、仲間となる。子供の頃から優秀であったが故に周囲から疎まれていたが、同じく孤立していた飛竜と出会い親しくなる。秩序を重んじる性格で、秩序を乱す者は自身の部下であろうと許さない。プリム同様、髪色は赤いが、癖毛ではない。
ジェレミー
声 - 大泊貴揮
兵種 - マーセナリー→ランツクネヒト
三毒傭兵団の団長で、傭兵上がりの騎士。城塞都市アドプティを占拠しており、解放軍との戦いの末に選択肢によって仲間となる。「勝ち馬に乗るのが上手い」と自負しており、解放軍に団を壊滅させられた後は、命乞いと称して解放軍への加入を求める。飄々とした性格で、正義のために死ぬことなど馬鹿馬鹿しいと考えており、思想が相入れないオーバンとは対立する。
ギルベルト
声 - 斎賀みつき
兵種 - プリンス
ドラケンガルドの第二王子。国を取り戻すため配下達と行動していた。コルニアから亡命して来たヴァージニアを庇護下に置き、世話人としてリアを付けていた。ヴァージニアとは互いに負けず嫌いで手合わせや酒飲みなどことあるごとに競っているが、手合わせに関しては3回のうち2回はギルベルトが勝利している。しこたま飲んでも酔うことはなく、庶民の酒場に現れて飲むこともある。アラミスと引き合わせることでソルドラーガ城奪還後に加入するが、仮に引き合わせなくてもグランコリヌ城での最終決戦で加入する。
アーマリア
声 - 杉山里穂
兵種 - ドレッドノート
大柄な体躯が特徴の女戦士。巨大な剣と盾を扱い、ドラケンガルドの闘技場で戦うことを望む。闘技場では一位の座に君臨している。
ロザリンデ
声 - 上田麗奈
兵種 - エルフアウグル
ダークエルフの女性。エルトリンデの双子の姉。ヤーナとも旧知。妹の救出を求めて迷いの森でアレインと出会い、解放軍へと参加する。アレインとの距離が近いことでスカーレットから少々妬まれている。
リナラゴス
声 - 堀江瞬
兵種 - エルフアーチャー
ゼノイラ軍に抵抗していたエルフの弓士。アレイン率いる解放軍と一緒にいたロザリンデと再会したことで自身も解放軍へと入る。イシリオンやエルトリンデにとって兄のような存在。また、リディエルの母、リューディアとも面識がある。
リディエル
声 - 矢作紗友里
兵種 - エルフアーチャー
半エルフの女性。幼少期は騎士を目指していたが、半エルフは差別されており騎士には慣れないことを成長するにつれて悟り、人間と一緒になった母に対して恨み言もあった。母リューディアはエルヘイムの騎士で、先のゼノイラとの戦いで命を落としていた。騎士の道を諦めた後はゼノイラ軍に情報を売って金銭を得ていたが、クロエとの会話と、不利な状況でも戦いをやめない解放軍を見て心を入れ替え、母の戦いを終わらせるために弓をとる。クロエ同様16歳で、アレインより年下。
セレスト
声 - 赤尾ひかる
兵種 - グリフォンルーラー
エルヘイムの義勇軍として戦っていた女性。解放軍と出会ったことでその一員となる。父親が医者で、病気であるギャメルの妹を救いの手を差し伸べたことから、ギャメルとマンドランとも親しい関係となる。童話の世界に憧れを抱いており、王子であるアレインと話すと「本物のお姫様になったような気分」になるとのこと。素朴で純粋な性格だが、飛んでいる鳥を見て「美味しそう」と感想を述べるなど少々世間離れしたところもある。
ギャメル
声 - 河西健吾
兵種 - ローグ
黒爪盗賊団の頭目で、病弱の妹がいる。妹の治療費を稼ぐためにコルニアで狼藉を働いていたが、見逃した場合は改心し、セレストと同じ義勇軍として活動を開始する。解放軍との再会後、ロルフからは本当に改心したのか疑われているが、セレストからは「思いやりのある人」と称される。
マンドラン
声 - 柳田淳一
兵種 - スナイパー
黒爪盗賊団の団員。好意を寄せるギャメルの妹の治療費を稼ぐため、天のかけら目当てにシャロンのいるロンモート教会を占拠した。天使も鳥も変わらないと言って憚らないが、結果的に解放軍加入後もオクリースに命を狙われ続けることになる。自身曰く「友達付き合いだけはいい」とのことで、実際、エルヘイム義勇軍、コルニア解放軍とギャメルについて行動している。子供の頃はかなり貧しい生活を送っており、野草を食べることもあった。
イシリオン
声 - 新垣樽助
兵種 - エルフフェンサー
ゼノイラ軍に抵抗していたダークエルフの剣士で、ロザリンデの近衛騎士。アレインと一緒にいたロザリンデと無事に再会したことで解放軍へと入隊する。逃亡先の村で人間の女性エリーナと出会い、親しい関係になっていたが、解放軍の一員として戦うため、別れを告げる。
エルトリンデ
声 - 上田麗奈
兵種 - エルフシビュラ
エルヘイムの巫女。ロザリンデの妹。多くのエルフから慕われている。受けていた支配の術を指輪で解かれた後、解放軍の一員となる。アレインに好意を抱いているが、互いに各国の用心であることや、人間とエルフの寿命の違いから、親しい間柄になるべきではないと自分を制している。下戸で、酔うと自身のことを「根暗なキノコ娘」などと卑下する。
ララノア
声 - 陶山恵実里
兵種 - エルフフェンサー
ダークエルフの女性で、ロザリンデの近衛騎士。ゼノイラ軍に捕まり支配の術を受けていたが、指輪の力で術を解かれ、解放軍へと参加する。イシリオンの才能を見出し、彼を近衛騎士へと育て上げた。
ガラドミア
声 - 戸田めぐみ
兵種 - エルフアーチャー
エルトリンデに仕える近衛騎士。解放軍に失態の名誉回復のための助力を願うが、それは用心深い性格であるが故の嘘であった。謝罪の後に解放軍入りする。弓の技術に非常に秀でており、リディエルにも指南する。
ユニフィ
声 - 金元寿子
兵種 - スノーレンジャー
ゼノイラに抵抗する「雪花団」に所属する少女。昔の記憶を無くしており、モラードと共に倒れていたところをラモーナに救助される。嗅覚に優れており、匂いだけで人を識別したり、吹雪が来ることを察知したりする。バストリアスに来たアレイン達と出会い、解放軍に参加する。モラードとの会話などから、元は獅子族の娘であったと推察される。年齢は15歳と、解放軍メンバーでは最年少となる。
モラード
声 - 志村知幸
兵種 - ワーライオン
「雪花団」の一員で獅子の獣人。かつてラモーナにユニフィと共に拾われ、世話をされてきた。ユニフィ同様、昔の記憶を無くしていたが、狂化の術を受けた際に自分が元々ゼノイラ兵であったことを思い出す。記憶が戻った際には解放軍を離脱しようとするもののユニフィに押し留められる。ステータスや技、体格はバーサーカーに近い。
ラモーナ
声 - 森なな子
兵種 - ワーオウル
バストリアスで活動する「雪花団」のリーダーを務める梟の獣人。ユニフィやモラードとは家族同然の強い絆を持つ。強い知的好奇心と観察眼に秀でる。全般的に獣人が動物らしい行動をする描写はあまりないが、ラモーナが砂漠を見た際には本能に抗えず砂浴びをしてしまう。
ダイナ
声 - 千本木彩花
兵種 - ワーフォックス
「雪花団」の戦闘部隊長である狐の獣人。ゼノイラ軍に攫われた部下を救うため解放軍と協力し、後にその一員となる。幼少期に人間が行う獣人の人身売買に半ば巻き込まれこともあり、人間に対して強い警戒心を抱いている。その一方で、ユニフィに対しては特別に親愛の情を抱いている。
ベルトラン
声 - 平林剛
兵種 - ワーベア
熊の獣人で、氏族の長。息子を亡くしている。ゴービルとは対立しているが、戦場を選ぶ選択肢で彼のみか彼とゴービル二人を仲間にできる。
ゴービル
声 - 高橋英則
兵種 - ワーウルフ
狼の獣人で、ベルトランとは対立しているが、戦場を選ぶ選択肢にて彼のみか彼とベルトラン二人を仲間にできる。夢は自分の酒場を開くこと。犬と同様、機嫌がいいと尻尾を振る。
ブリス
声 - 松田健一郎
兵種 - カタフラクト
盗賊団「岩鼠団」の団長。コルニアで解放軍に敗れた後は、バストリアスの城塞都市を占拠していた。ニーナが解放軍にいる場合のみ、仲間となる。
レーニス
声 - 原由実
兵種 - フェザーボウ
パレヴィア正教の天使の一人。幼少期のスカーレットの侍女を務めていた。ゼノイラ軍に抵抗していたが、背中を負傷して一時戦線離脱する。解放軍と出会った後、参加を決める。ラテン語で「腎臓 (renis)」。
ジェローム
声 - 青山穣
兵種 - グレートナイト
城塞都市ラージョンを治める領主。配下や領民達からは慕われている。解放軍との戦いの末に、処刑せず勧誘すると仲間になる。趣味はお菓子作りで、領民や解放軍に手作りお菓子を配ることもある。飛竜に対して苦手意識がある。物語の終盤にグレートナイトのおじさんが加入するのは妙な感じもするが、実は隠れファンが多いキャラであるようだ。
ウメルス
声 - 石見舞菜香
兵種 - フェザーソード
天翼騎士団に所属する天使で、スカーレットの幼馴染。騎士を目指していた。ホードルに弟クルスを人質として取られ、スカーレットの誘拐を余儀なくされる。花に詳しく、スカーレットとの思い出の地である花畑を守り続けている。彼女が調香したお香には強い安眠効果がある。ラテン語で「肩 (humerus)」。なお、弟クルスは「足 (crus)」。
フォドキア
声 - 伊藤健太郎
兵種 - フェザーシールド
天翼騎士団に所属する騎士で、城塞都市ペイズドンの領主。当初はゼノイラ軍に抵抗していたが、屈服を求める領民は彼の息子を殺害し、ゼノイラ軍に差し出した。その後も結局、領民は食糧難など苦しい生活を続けることとなるが、フォドキア曰く「誰も解放など望んでいない」(領民は解放を諦めて彼の息子を殺害したため、彼にとっては嘘ではない) とのことで、解放軍と敵対する。戦いの末に、選択肢によって仲間入りする。
サナティオ
声 - 田村睦心
兵種 - フェザーロッド
天翼騎士団の団長であり教皇の側近を務める法衣騎士。信徒の混乱を避けるため、バルトロの死霊術を頼り教皇アランの死を隠蔽する (アランはバルトロとガレリウスに殺害されているが、この段階でサナティオはその事実を知らない)。戦闘後は贖罪と、救世主であろうアレインの護衛のため、解放軍に加入する。真面目な性格で、護衛のために風呂まで監視するなど徹底している。ラテン語で「癒し (Sanatio)」。
ヘルマン
声 - 杉崎亮
兵種 - カタフラクト
ドラケンガルドの近衛騎士。ギルベルトを支えている。ストーリーをクリアをしたエンディング後限定で加入する。
ナイジェル
声 - 石井隆之
兵種 - ダークマーキス(剣)
アルビオンの聖心騎士団の団長。法衣騎士でもある。ストーリーをクリアをしたエンディング後限定で加入する。なお、サナティオ役の田村睦心、ナイジェル役の石井隆之は同じくヴァニラウェア開発・アトラス発売の十三機兵防衛圏における沖野司、比治山隆俊と同じ声優の組み合わせとなる。
イレニア
声 - 甲斐田裕子
兵種 - ヴァルキュリア
コルニアの女王。10年前のガレリウスの反乱で生死不明（戦死扱い）となる。エンディング後のサブクエストをクリアした際に加入する。
ミレー
声 - 永瀬アンナ
兵種 - ウォーリア
ニーナの妹。家を出て行った姉の行方を捜していた。エンディング後のサブクエストをクリアした際に加入する。
ゲイリー
声 - てらそままさき
兵種 - サージェント
ゼノイラの南部方面軍総司令官。元はコルニアの貴族だった。エンディング後のサブクエストをクリアした際に加入する。
アルチーナ
声 - 能登麻美子
兵種 - ダークマーキス(杖)
ゼノイラ軍に組する魔女。元はコルニアの宮廷魔術師だった。エンディング後のサブクエストをクリアした際に加入する。
ボーモン
声 - 利根健太郎
兵種 - カタフラクト
ゼノイラ軍の指揮官の一人。魔女の里を襲い、後にバストリアスへ渡る。エンディング後のサブクエストをクリアした際に加入する。
エルゴール
声 - 千葉繁
兵種 - ダークマーキス(槍)
ゼノイラ軍のライマンの部下。人間ではなく鼠の獣人。エンディング後のサブクエストをクリアした際に加入する。

### コルニア王国
ジェラール
声 - 浦和希
先々代のコルニア国王。アレインの祖父。ドラケンガルドとの戦争時にアルチーナを庇い、戦死する。
ジスラン
声 - 喜屋武和輝
コルニアの地方領主。疫病の流行に悩み、領民の死も薬の研究のための必要な犠牲だと受け入れていた。後に解放軍に討たれる。
セザール
声 - 猪股慧士
ギャメルの部下で、彼が抜けた後の黒爪盗賊団の頭目。現在はエルヘイムで活動し、エルフを襲っていたが、解放軍に敗れる。

### ドラケンガルド王国
ヒューゴ
ドラケンガルドの国王。ドラケンガルドへのゼノイラ軍侵攻の際に戦死する。
スヴェン、クルト
共に盗賊団「岩鼠団」の副長。団長のブリスを支えている。
ダーヴァー、インハネス
共に三毒傭兵団の一員。ジェレミーに付き従っている。

### エルヘイム
エリーナ
エルヘイムの町娘。傷を負ったイシリオンを手当し、彼に惹かれるようになる。
リューディア
リディエルの母親。夫は人間で、騎士としてゼノイラ軍と戦った際に戦死する。

### バストリアス
ルー
猫の獣人。ムーツンの孤児院を手伝っており、彼の行方を捜すため解放軍を頼る。
ムーツン
孤児院の院長。バストリアスに来たボーモン一派に監禁され、行方不明とされていた。

### アルビオン教国
アラン
アルビオン教国の教皇。スカーレットの父親。現在は生死不明とされている。
ロッティ
ジェロームの従卒である女性で、彼を慕っている。聖心騎士団の団員でもある。

### ゼノイラ帝国
ガレリウス
声 - 玄田哲章
新生ゼノイラ帝国の皇帝。10年前はコルニアの将軍ヴァルモアで、ガレリウスを名乗って反乱を起こし、大陸全ての国家を征服。帝国を建国した。
バルトロ
声 - 中博史
ガレリウスに仕えている老齢の魔術師。他人を支配する支配の術や、死人を操る死霊術などに通じており、大陸各国の裏で暗躍する。
ギース
声 - 山根雅史
10年前にコルニアに反旗を翻した一人。「鶏冠のギース」の異名を持つ。過去に薔薇騎士団を殲滅し、現在はプリツトラーゼ要塞を占拠する。
ライマン
声 - 間宮康弘
10年前にコルニアに反旗を翻した一人。北部方面軍総司令官を務める魔術師。バストリアスの秘宝、バストリアスブルーを狙っている。
ブラッドリー
声 - 丹沢晃之
10年前にコルニアに反旗を翻した一人。西部方面軍の指揮官の一人。聖騎士であり、ジョセフとは知り合いの仲。
ホードル
声 - 菊池通武
10年前にコルニアに反旗を翻した一人。西部方面軍の指揮官の一人。人質を取ってウメルスを手駒とし、スカーレットを狙った。
ガストン
声 - こばたけまさふみ
ゼノイラの地方領主で、コルニアの騎士団領を占領していた。飢えに苦しんだ経験から食料への執着が強い。後に解放軍に討たれる。
アントン
声 - 喜屋武和輝
ゼノイラの将軍の一人。ドラケンガルドで闘技場のあるバウムラッテを攻めるが、ギルベルトと協力した解放軍に退けられる。
コンラッド
声 - 辻井健吾
ゼノイラの指揮官の一人。ドラケンガルドの出身。バストリアスにて解放軍と戦うが敗れ、捕虜となるも獄中にて命を落とす。
デボラ
声 - 村井美里
ゼノイラの将軍の一人。ライマンの側近を務めていた。バストリアスの吹雪の里に駐屯していたが、解放軍に敗れて戦死する。
ノルベール
声 - 直田姫奈
ガレリウスの娘。スカーレットを救出せずにクエスト「一角獣の覇王」に突入すると、支配の術によってスカーレットに憑依したノルベールと遭遇する。
ナルセス
声 - 坂本悠里
ゼノイラの宮廷魔術師。王都グランコリヌにおける最終決戦にて解放軍の前に立ちはだかる。
ホロニアス
声 - 閻子丹
ゼノイラの将軍。王都グランコリヌにおける最終決戦にて解放軍の前に立ちはだかる。
テオドラ
声 - 小松奈生子
ゼノイラの騎士。王都グランコリヌにおける最終決戦にて解放軍の前に立ちはだかる。
ベリサリオス
声 - 玉井勇輝
ゼノイラの騎士。王都グランコリヌにおける最終決戦にて解放軍の前に立ちはだかる。

### その他
六賢人
声 - 菊池通武（コルニア賢人）、夏谷美希（ドラケンガルド賢人）、佐藤榛夏（エルヘイム賢人）、杉崎亮（バストリアス賢人）、吉野貴大（アルビオン賢人）、玉井勇輝（ゼノイラ賢人）
大陸の各地に存在する聖所の主達。ゼノイラと戦うアレインやスカーレット達に力を貸す。

## 用語

### 世界観
フェブリス大陸
本作の舞台で、コルニア王国、ドラケンガルド王国、エルヘイム、バストリアス、アルビオン教国の五カ国があり、コルニア、ドラケンガルド、エルヘイム、バストリアスがある陸続きの大きな大陸と、アルビオンのある小大陸で構成される。フェブリスの外にも人の住む土地が存在することが示唆されている。種族は人間を中心に、エルフやダークエルフ、狼や狐、熊、猫といった獣人、背中に翼の生えた有翼人などが暮らしている。宗教はパレヴィア正教が信仰されており、大陸各地に教会が置かれている。

### 国家・組織
コルニア王国
フェブリス大陸中心に位置する大国。首都は王都グランコリヌ。大陸最大の肥沃な土地と人口を持つ強国だったが、ガレリウスによって征服された。ストーリー序盤と最終盤の舞台であり、皇帝ガレリウスが座すグランコリヌ周辺へは戦力が整うまで近づくことが難しい。南西部には魔女の住む里レブージェがある。また、大陸の国家の中で唯一、聖所が二つ（コルニア聖所とゼノイラ聖所）存在する。
ドラケンガルド王国
大陸の東南部の山岳地帯や砂漠が主体の王国。首都は王城のあるソルドラーガ。豊富な鉱物資源と勇壮な景観を誇るが、農耕にも牧畜にも向かない痩せた土地が多い。かつてコルニアでの王位継承争いに負け、荒野に追放された王子が建国した経緯があり、国民にはコルニアへの反骨心と不信感が根付いている。なお、国内には闘技場がある。レベルデザイン的に周辺国の中では最初に向かうことが想定されている。
エルヘイム
大陸南西部にある森深きエルフとダークエルフの国。首都はラウルハル。コルニアやドラケンガルド陥落時に難民を受け入れたため、東部には人間も多い。エルフの中には他種族を見下す者もいて、人間とエルフの間に生まれた半エルフは疎まれている。コルニアとエルヘイムの国境にある迷いの森はエルフとダークエルフ以外が通行不可能だったが、ゼノイラ侵攻時に魔女の里の出身者の魔女アルチーナが結界を解除したため、征服された。象徴にして王である巫女が住む首都は中央部にあり、西部地域では地下を好むダークエルフが中心に生活している。エルヘイムでのメインクエストをクリアすれば、他の三国を解放せずともノーマルエンドを見ることが可能。
バストリアス
大陸北部の年中雪に覆われた寒冷地帯にある獣人達の国。首都は古都バスタリーツァ。国王などはおらず、各種族の氏族長による合議制をとっていたが、ゼノイラ帝国によりほぼ全域が征服された。ドラケンガルドとエルヘイムに向かわずとも行くことができるが、ストーリー進行ではその両国の次に向かうことが想定されている。獣人は他の種族から下に見られている描写が散見される。
アルビオン教国
大陸本土の西側にある小大陸を領土とした、パレヴィア正教が統治する宗教国家。首都は大聖堂のあるビスファイン。神の代理人である教皇が最高権威者であり、ゼノイラ帝国による征服後も教団による自治が認められている。ここに住む有翼人は他の土地では滅多に見ない。有翼人の中には他種族を見下すものもいるが大部分はうまく共存しており、人間の居住者も多い。周辺国の中では唯一すぐに赴くことができず、エルヘイムかバストリアスの解放が必要となる。
ゼノイラ帝国
かつてフェブリス大陸の大半を支配していたが、ある日突然滅びたとされる帝国。現在から10年前にヴァルモア将軍がコルニア王国を滅亡させるとこの帝国の再興を宣言し、新生ゼノイラ皇帝ガレリウスと名を改め大陸全ての国を征服した。統治の締め付けは厳しく、ゼノイラ軍は各地の徴税権を餌に傭兵団や盗賊団を積極的に雇用したため、圧政にあえぐ民衆は多い。ただし領主によっては変わりなく生活できている町もある。
コルニア解放軍
コルニアの解放・再興とゼノイラ打倒を目的に、アレインを総指揮官として立ち上げられた軍組織。10年前のコルニアでの反乱後からジョセフやクライブなどが中心となって反ゼノイラの元コルニア勢力を組織化し、下地を作ってきた。アレインが大陸各地を訪れたことにより、王族や貴族を始め、傭兵、エルフ、獣人、天使（有翼人）、果ては元ゼノイラ軍の者まで、国や種族、所属を問わず様々な人々で構成されるようになる。

### 地名・施設
パレヴィア島
コルニアの西方、アルビオンから南東に位置する離島で、アレインが10年間暮らしていた物語の開始場所。パレヴィア正教が発祥した地でもあり、パレヴィア大聖堂が建てられている。また、契約の儀式が行える一角獣と乙女の祭壇もこの島にある。
採掘場
各国に一カ所ずつある採掘場。お金を払うことで採掘ができ（無料採掘券を持っていれば無料）、鉱石や宝の地図などが手に入る。採掘場によっては天のかけら、隕鉄石、フェブライトといったレアアイテムを掘り出せることもある。
聖所
大陸の各地に六カ所存在する古代遺跡。都市の側にあり発見がたやすい聖所と、僻地に隠れるように佇んでいる聖所の二種類がある。ガレリウスはコルニアの聖所にスカーレットを連れ去った。アレインは聖所にて六賢人からの助言を受ける。
バウムラッテ闘技場
ドラケンガルドの東部にある大陸で唯一の闘技場。「オフラインバトル」と「オンラインバトル」が行え、戦闘に勝利すると「コロシアムコイン」を入手可能。コロシアムコインは景品交換所にて数々の装備やアイテムと交換できる。
神樹
エルヘイムの精霊の森に生えている巨木。数千年もの間、エルヘイムの大地を守護してきた聖なる樹とされ、エルフ達から崇められている。後にゼノイラ軍のゲイリーの手で火を放たれそうになるが、解放軍の尽力で被害は受けずに済んだ。

### その他の用語
支配の術
ゼノイラ帝国が使う、人を支配すると思われていた魔術。どんなに忠誠心篤い者でも豹変しかつての主君に刃を向ける例がコルニアでもドラケンガルドでも言われていたが、それはこの術によるもの。解放軍参加者にもこの術の被害者は多い。操られた者に一角獣の指輪をかざせば元の人格に戻すことができる。
一角獣の指輪
コルニア王家に代々伝わる指輪。コルニア王国陥落時にジョセフに託され、解放軍決起の際アレインに渡された。支配の術を解除することができる。
乙女の指輪
エルヘイムの巫女に受け継がれる指輪。一角獣の指輪と対になっており、契約の儀式を行うことで二つの指輪の真の力を引き出すことができる。
バストリアスブルー
バストリアスに代々伝わる青い宝石。獣人の王が持つ証とされ、一度はゼノイラ軍のライマンに持ち去られてしまうが、後に取り戻された。
古代ゼノイラ時代の鎧
ベレンガリアやナイジェルなどが装備している黒い鎧。古のゼノイラ帝国で作られたとされ、装備した者には強い力が付与されるという。

#### 天のかけら
ゼノイラの魂を現世に呼び戻すのに必要な、「転の結晶」のかけら。バルトロは教団を通して天使たちに天のかけらを集めるよう言い渡している。無論、その目的は知らされておらず、オクリースから天のかけらを集める意味を問われたサナティオも答えに窮している。マンドランの言う「天のかけらを高額で買い取ってくれるジジイ」とはバルトロを指していると思われる。

## スタッフ
- ディレクター・キャラクターデザイン／ストーリー・プログラム監修 - 野間崇史[6]
- サウンドプロデュース - 崎元仁[8]
- サウンドディレクション - 金田充弘[8]

## 評価
リリース直後から販売店での品切れや品薄が続出。約1ヶ月後の2024年4月1日に全世界50万本セールスを突破し、
約半年後の2024年9月24日に全世界100万本セールスを突破した。